# سیارک ۱۹۵۹۱
سیارک ۱۹۵۹۱ (به انگلیسی: 19591 Michaelklein، نامگذاری:1999NW21) نوزده هزار و پانصد و نود و یکمین سیارک کشف شده‌است که در ۱۴ ژوئیه ۱۹۹۹ کشف شد.
قدر مطلق سیارک برابر ۱۷.۰ است.